# Ichneumon simulans
Espèce
Ichneumon simulans est une espèce d'insectes hyménoptères de la famille des Ichneumonidés.